# Satz von Carnot (Lote)

Satz von Carnot für Lote auf Dreiecksseiten:
blaue Fläche = rote Fläche

Der Satz von Carnot (nach Lazare Nicolas Marguerite Carnot) liefert eine notwendige und hinreichende Bedingung dafür, ob sich drei Geraden, die auf den drei (verlängerten) Seiten eines Dreiecks senkrecht stehen, in einem Punkt schneiden. Darüber hinaus lässt er sich auch als eine Verallgemeinerung des Satzes von Pythagoras auffassen.

## Aussage
Zu einem Dreieck {\displaystyle \triangle ABC} mit Seiten {\displaystyle a,b,c} seien drei Geraden gegeben, die je auf einer (verlängerten) Dreiecksseite senkrecht stehen und die sich in einem gemeinsamen Punkt {\displaystyle F} schneiden. Bezeichnet man die Fußpunkte auf den (verlängerten) Dreieckseiten {\displaystyle a,b,c} mit {\displaystyle P_{a},P_{b},P_{a}}, dann gilt die folgende Gleichung:
{\displaystyle |AP_{c}|^{2}+|BP_{a}|^{2}+|CP_{b}|^{2}=|BP_{c}|^{2}+|CP_{a}|^{2}+|AP_{b}|^{2}}.
Es gilt auch die Umkehrung dieses Satzes, das heißt: Erfüllen die Fußpunkte dreier Senkrechten die obige Gleichung, so schneiden sich diese in einem gemeinsamen Punkt.

## Spezialfälle
Besitzt das Dreieck {\displaystyle \triangle ABC} einen rechten Winkel in {\displaystyle C} und liegt der Schnittpunkt {\displaystyle F} auf einem der beiden Eckpunkte {\displaystyle A} oder {\displaystyle B}, so erhält man den Satz des Pythagoras. Liegt zum Beispiel {\displaystyle F} auf {\displaystyle A}, dann gilt {\displaystyle |AP_{b}|=0}, {\displaystyle |AP_{c}|=0}, {\displaystyle |CP_{a}|=0}, {\displaystyle |CP_{b}|=b}, {\displaystyle |BP_{a}|=a} und {\displaystyle |BP_{c}|=c} und die obige Gleichung liefert {\displaystyle a^{2}+b^{2}=c^{2}}.
Sind die drei Geraden die Mittelsenkrechten, so gilt {\displaystyle |AP_{c}|=|BP_{c}|}, {\displaystyle |BP_{a}|=|CP_{a}|} und {\displaystyle |CP_{b}|=|AP_{b}|}. Daher besteht obige Gleichung und wir erhalten als Spezialfall den Satz, dass sich die Mittelsenkrechten eines Dreiecks in einem Punkt schneiden.
Sind die drei Geraden die Verlängerungen der Dreieckshöhen, so laufen die Geraden durch die Eckpunkte. Die Höhe {\displaystyle CP_{c}} teilt das Dreieck in zwei rechtwinklige Dreiecke, für die der Satz des Pythagoras die Gleichungen {\displaystyle |AP_{c}|^{2}+|CP_{c}|^{2}=b^{2}} und {\displaystyle |BP_{c}|^{2}+|CP_{c}|^{2}=a^{2}} liefert, und durch Differenzbildung folgt {\displaystyle |AP_{c}|^{2}-|BP_{c}|^{2}=b^{2}-a^{2}}. Genauso bzw. durch gedankliche Drehung des Dreiecks folgen die Beziehungen {\displaystyle |BP_{a}|^{2}-|CP_{a}|^{2}=c^{2}-b^{2}} und {\displaystyle |CP_{b}|^{2}-|AP_{b}|^{2}=a^{2}-c^{2}}. Addiert man diese drei Beziehungen, so erhält man
{\displaystyle |AP_{c}|^{2}-|BP_{c}|^{2}+|BP_{a}|^{2}-|CP_{a}|^{2}+|CP_{b}|^{2}-|AP_{b}|^{2}=b^{2}-a^{2}+c^{2}-b^{2}+a^{2}-c^{2}=0},
das heißt, es besteht die Gleichung aus obigem Satz. Man erhält also auch den Satz vom Höhenschnittpunkt als Spezialfall des Satzes von Carnot.